# Wolseley 15/50
La 15/50 è un'autovettura prodotta dalla Wolseley dal 1956 e al 1958.

## Il contesto
In sostanza, il modello era la versione aggiornata della 4/44. La differenza più importante tra le due vetture fu il tipo di motore installato. Inoltre, la 15/50 prese molto del proprio design dalla MG Magnette, sebbene molti pannelli non fossero intercambiabili tra le due vetture.
È stata disponibile solo con un solo tipo di carrozzeria, berlina quattro porte. La 15/50 fu sostituita dalla 15/60 nel 1958.

## Caratteristiche tecniche ed equipaggiamento
La 15/50 aveva installato un motore a quattro cilindri in linea da 1.489 cm³ di cilindrata che erogava 55 CV di potenza a 4.400 giri al minuto. A differenza della MG Magnette, la 15/50 aveva però installato un singolo carburatore SU, e ciò portò ad una potenza sviluppata leggermente inferiore. Al contrario della 4/44, la 15/50 possedeva la leva del cambio montata sul pavimento. Questa trasmissione era manuale a quattro rapporti. Era anche disponibile una trasmissione speciale chiamata "Manumatic".
La costruzione era a monoscocca. Le sospensioni erano indipendenti; quelle anteriori erano a molle elicoidali, mentre quelle posteriori erano a balestra con assale rigido. Lo sterzo era a cremagliera, mentre i freni erano a tamburo sulle quattro ruote.
Data la collocazione del modello in una posizione di mercato elevata, gli interni erano relativamente ricercati. Il cruscotto era in noce, ed i sedili erano foderati in pelle. Il disegno della calandra era classico, e ricalcava quello delle altre vetture Wolseley. I sedili anteriori, che erano singoli, furono installati piuttosto vicini per permettere al veicolo di ospitare sei passeggeri. La leva del freno di stazionamento era posizionata sotto il cruscotto. Tra l'equipaggiamento di serie era disponibile l'impianto di riscaldamento.

## Le prestazioni
Un esemplare di 15/50 con cambio "Manumatic" è stato provato dalla rivista specializzata The Motor nel 1957. Vennero registrate una velocità massima di 125,4 km/h ed un'accelerazione da 0 a 97 km/h di 26,7 secondi. Il consumo di carburante fu di 9,84 L/100 km. Il modello utilizzato nel test costava 1.011 sterline.